# Congress of South African Trade Unions
COSATU of voluit Congress of South African Trade Unions is de grootste koepelorganisatie van vakbonden in Zuid-Afrika.
COSATU ontstond in december 1985, toen meerdere kleine vakbonden zich aaneensloten om een niet-racistisch, niet-seksistisch en democratisch Zuid-Afrika te bereiken. Tegenwoordig zijn bij COSATU 21 vakbonden met meer dan twee miljoen leden aangesloten.
COSATU ging in 1994 een driepartijen alliantie aan met het regerende Afrikaans Nationaal Congres en met de Zuid-Afrikaanse Communistische Partij. Bij verkiezingen werden gemeenschappelijke kandidatenlijsten opgesteld. Binnen de alliantie kwam het regelmatig tot spanningen, waarbij COSATU-functionarissen het ANC verweten het kapitalisme te veel ruimte te geven ten koste van de armen en de werklozen.
Sinds september 2009 is Sdumo Dlamini voorzitter van COSATU.

## Aangesloten vakbonden
- Chemical, Energy, Paper, Printing, Wood and Allied Workers' Union (CEPPWAWU)
- South African Commercial, Catering and Allied Workers Union (SACCAWU)
- Communication Workers Union (South Africa)|Communication Workers Union (CWU)
- Southern African Clothing and Textile Workers Union (SACTWU)
- Food and Allied Workers Union (FAWU)
- South African Democratic Nurses' Union (SADNU)
- Democratic Nursing Organisation of South Africa (DENOSA)
- South African Democratic Teachers Union (SADTU)
- Musicians Union of South Africa (MUSA)
- South African Football Players Union (SAFPU)
- National Education, Health and Allied Workers' Union (NEHAWU)
- South African Medical Association (SAMA)
- National Union of Mineworkers (South Africa)|National Union of Mineworkers (NUM)
- South African Municipal Workers' Union (SAMWU)
- National Union of Metalworkers of South Africa (NUMSA)
- South African State and Allied Workers' Union (SASAWU)
- Performing Arts Workers' Equity (PAWE)
- SASBO - The Finance Union
- Police and Prisons Civil Rights Union (POPCRU)
- South African Transport and Allied Workers Union (SATAWU)
- South African Agricultural Plantation and Allied Workers Union (SAAPAWU)